# Нью-Гейвен (округ Адамс, Вісконсин)
Нью-Гейвен (англ. New Haven) — місто (англ. town) в США, в окрузі Адамс штату Вісконсин. Населення — 680 осіб (2020).

## Демографія
Згідно з переписом 2010 року, у місті мешкало 655 осіб у 264 домогосподарствах у складі 197 родин. Було 379 помешкань
Расовий склад населення:
| - 96,6 % — білих - 0,6 % — чорних або афроамериканців - 0,5 % — корінних американців - 1,4 % — осіб інших рас |

До двох чи більше рас належало 0,9 %. Частка іспаномовних становила 3,4 % від усіх жителів.
За віковим діапазоном населення розподілялося таким чином: 21,1 % — особи молодші 18 років, 59,5 % — особи у віці 18—64 років, 19,4 % — особи у віці 65 років та старші. Медіана віку мешканця становила 47,2 року. На 100 осіб жіночої статі у місті припадало 94,9 чоловіків;  на 100 жінок у віці від 18 років та старших — 98,8 чоловіків також старших 18 років.
Середній дохід на одне домашнє господарство  становив 62 441 долар США (медіана — 48 194), а середній дохід на одну сім'ю — 76 333 долари (медіана — 55 750). Медіана доходів становила 42 361 долар для чоловіків та 27 917 доларів для жінок. За межею бідності перебувало 13,6 % осіб, у тому числі 25,0 % дітей у віці до 18 років та 5,7 % осіб у віці 65 років та старших.
Цивільне працевлаштоване населення становило 277 осіб. Основні галузі зайнятості: виробництво — 17,7 %, мистецтво, розваги та відпочинок — 15,2 %, будівництво — 15,2 %.